# Безелга (Пенедону)
Безелга (порт. Beselga) — район (фрегезия) в Португалии, входит в округ Визеу. Является составной частью муниципалитета Пенедону. Находится в составе крупной городской агломерации Большое Визеу. По старому административному делению входил в провинцию Бейра-Алта. Входит в экономико-статистический субрегион Доуру, который входит в Северный регион. Население составляет 354 человека на 2001 год. Занимает площадь 15,19 км².
Покровителем района считается Животворящий Крест (порт. Santa Cruz).